# Cerkwie w Jarosławiu (Rosja)
W Jarosławiu znajduje się kilkadziesiąt prawosławnych cerkwi, w większości zbudowanych w XVII i XVIII w., wpisanych do rejestru zabytków. 

## Zachowane cerkwie

### Rublenyj gorod
| Nazwa                                | Czas powstania | Adres                            | Zdjęcie | Status | Źródło |
| ------------------------------------ | -------------- | -------------------------------- | ------- | --- | ------ |
| Sobór Zaśnięcia Matki Bożej          | po 2004        | Wołżskaja Nabierieżnaja          |         | Sobór wzniesiony w 1219, zburzony w 1937, odbudowany po 2004 w nieco zmienionej postaci. Sobór katedralny eparchii jarosławskiej. | [ 2 ]  |
| Cerkiew św. Eliasza i św. Tichona    | 1825-1831      | Wołżskaja Nabierieżnaja 5        |         | Cerkiew nieczynna, budynek nieużytkowany                                                                                          | [ 2 ]  |
| Cerkiew św. Mikołaja                 | 1695           | ul. Kotoroslnaja Nabierieżnaja 8 |         | W budynku mieszczą się pracownie konserwatorskie Jarosławskiego Muzeum-Rezerwatu                                                  | [ 2 ]  |
| Kaplica Kazańskiej Ikony Matki Bożej | 1997           | Kotoroslnaja Nabierieżnaja       |         | | [ 2 ]  |

### Ziemlanoj gorod
| Nazwa                                                                                | Czas powstania | Adres                     | Zdjęcie | Status                                                                                            | Źródło |
| ------------------------------------------------------------------------------------ | -------------- | ------------------------- | ------- | ------------------------------------------------------------------------------------------------- | ------ |
| Cerkiew św. Michała Archanioła                                                       | 1657-1682      | Pierwomajska 67           |         | Czynna cerkiew, siedziba parafii garnizonowej                                                     | [ 2 ]  |
| Cerkiew Wspomnienia Świętych Drzew Krzyża Pańskiego ("cerkiew Zbawiciela w Mieście") | 1672           | Pocztowa 3                |         | Czynna cerkiew                                                                                    | [ 2 ]  |
| Cerkiew św. Eliasza                                                                  | 1647-1650      | pl. Sowietski 7           |         | Cerkiew należy do Jarosławskiego Muzeum-Rezerwatu, ale jest równocześnie użytkowana liturgicznie. | [ 2 ]  |
| Cerkiew Obrazu Chrystusa Zbawiciela Nie Ludzką Ręką Uczynionego                      | 1696           | pl. Czeluskincew 15       |         | Cerkiew zwrócona Rosyjskiemu Kościołowi Prawosławnemu, trwają prace remontowe                     | [ 2 ]  |
| Cerkiew św. Mikołaja Nadieina                                                        | 1620-1621      | Narodnyj pierieułok 2A    |         | Cerkiew należy do Jarosławskiego Muzeum-Rezerwatu, ale jest równocześnie użytkowana liturgicznie. | [ 2 ]  |
| Cerkiew Narodzenia Pańskiego                                                         | 1635-1644      | ul. Kiedrowa 1            |         | Cerkiew należy do Jarosławskiego Muzeum-Rezerwatu, ale jest równocześnie użytkowana liturgicznie. | [ 2 ]  |
| Cerkiew Spotkania Pańskiego                                                          | 1891-1895      | Dieputatskij pierieułok 4 |         | Czynna cerkiew                                                                                    | [ 2 ]  |
| Cerkiew Ikony Matki Bożej "Znak"                                                     | 1897           | ul. Pierwomajska 21       |         | Budynek użytkowany jako kino                                                                      | [ 2 ]  |

### Przedmieścia
| Nazwa | Czas powstania      | Adres                                      | Zdjęcie | Status                                                                                         | Źródło |
| --- | ------------------- | ------------------------------------------ | ------- | ---------------------------------------------------------------------------------------------- | ------ |
| Cerkiew Objawienia Pańskiego                                                                                     | 1684-1693           | pl. Bogojawlenski 12                       |         | Czynna cerkiew                                                                                 | [ 2 ]  |
| Cerkiew Zwiastowania oraz cerkiew Wniebowstąpienia Pańskiego (zespół świątyń "zimnej" i "ciepłej")               | 1688-1702 oraz 1745 | Wołżskaja Nabierieżnaja 51                 |         | Czynna cerkiew                                                                                 | [ 2 ]  |
| Cerkiew Podwyższenia Krzyża Pańskiego oraz Cerkiew św. św. Kosmy i Damiana (zespół świątyń "zimnej" i "ciepłej") | 1722                | ul. Koopieratiwnaja 2                      |         | Czynna cerkiew                                                                                 | [ 2 ]  |
| Cerkiew św. Paraskiewy                                                                                           | 1741                | ul. Piatnicka 5                            |         | Czynna cerkiew                                                                                 | [ 2 ]  |
| Cerkiew św. Dymitra Sołuńskiego oraz cerkiew Pochwały Matki Bożej (zespół świątyń "zimnej" i "ciepłej")          | 1671-1673 i 1677    | ul. Bolszaja Oktiabrska 41                 |         | Czynna cerkiew                                                                                 | [ 2 ]  |
| Cerkiew św. Piotra Metropolity                                                                                   | 1657                | Mukomolnyj pierieułok 6                    |         | Czynna cerkiew                                                                                 | [ 2 ]  |
| Cerkiew św. Nikity Męczennika i cerkiew Spotkania Pańskiego (zespół świątyń "zimnej" i "ciepłej")                | 1641, 1902          | ul. Sałtykowa-Szczedrina 32/49             |         | Czynna cerkiew                                                                                 | [ 2 ]  |
| Cerkiew Wniebowstąpienia Pańskiego i cerkiew Spotkania Pańskiego (zespół świątyń "zimnej" i "ciepłej")           | 1677-1682, 1790     | ul. Swobody 44                             |         | Czynna cerkiew                                                                                 | [ 2 ]  |
| Cerkiew Włodzimierskiej Ikony Matki Bożej                                                                        | 1670-1678           | ul. Rybińska 44                            |         | Czynna cerkiew w jurysdykcji niekanonicznego Rosyjskiego Autonomicznego Kościoła Prawosławnego | [ 2 ]  |
| Cerkiew św. Mikołaja Mokrego oraz cerkiew Tichwińskiej Ikony Matki Bożej (zespół świątyń "zimnej" i "ciepłej")   | 1665-1686           | ul. Czajkowskiego 1                        |         | Czynna cerkiew                                                                                 | [ 2 ]  |
| Cerkiew św. Leoncjusza                                                                                           | 1791                | ul. Ugliczska 33                           |         | Czynna cerkiew                                                                                 | [ 2 ]  |
| Cerkiew św. Łazarza                                                                                              |                     | Cmentarz Ostaszkiński                      |         | Czynna cerkiew                                                                                 | [ 2 ]  |
| Cerkiew Ikon Matki Bożej "Poszukiwanie Zaginionych" i "Wszystkich Strapionych Radość"                            |                     | Cmentarz podmiejski przy drodze do Uglicza |         | Czynna cerkiew                                                                                 | [ 2 ]  |
| Cerkiew św. Tichona                                                                                              |                     | prospekt Leningradski                      |         | Czynna cerkiew                                                                                 | [ 2 ]  |
| Cerkiew Obrazu Chrystusa Nie Ludzką Ręką Uczynionego                                                             |                     | ul. 4-a Iwańkowska 54                      |         | Czynna cerkiew                                                                                 | [ 2 ]  |

#### Norskoje
| Nazwa                          | Czas powstania | Adres                          | Zdjęcie | Status         | Źródło |
| ------------------------------ | -------------- | ------------------------------ | ------- | -------------- | ------ |
| Cerkiew Zwiastowania           | 1765           | ul. 1-a Krasnopieriewalska 14A |         | Czynna cerkiew | [ 2 ]  |
| Cerkiew Trójcy Świętej         |                | ul. Piekarska 1                |         | Czynna cerkiew | [ 2 ]  |
| Cerkiew św. Michała Archanioła | 1637           | 2-i Krasnochołmski pierieułok  |         | Czynna cerkiew | [ 2 ]  |
| Cerkiew Zaśnięcia Matki Bożej  | 1753           | ul. 1-a Krasnopieriewalska 2   |         | Czynna cerkiew | [ 2 ]  |

### Część miasta za Kotoroślą
| Nazwa                                                                         | Czas powstania | Adres                           | Zdjęcie | Status                                  | Źródło |
| ----------------------------------------------------------------------------- | -------------- | ------------------------------- | ------- | --------------------------------------- | ------ |
| Zespół cerkwi św. Jana Chryzostoma i cerkwi Włodzimierskiej Ikony Matki Bożej | 1649-1669      | Pocztowa Nabierieżnaja 2        |         | Czynna cerkiew staroobrzędowa (po 1991) | [ 2 ]  |
| Cerkiew św. Mikołaja                                                          |                | Tropinska 23                    |         |                                         | [ 2 ]  |
| Cerkiew św. Paraskiewy                                                        | 1692           | Bazarna 56                      |         |                                         | [ 2 ]  |
| Cerkiew Fiodorowskiej Ikony Matki Bożej oraz cerkiew św. Mikołaja             | 1753           | Bolszaja Fiodorowska 72         |         |                                         | [ 2 ]  |
| Cerkiew-baptysterium św. Włodzimierza                                         |                | 2-gi Tołczkowski pierieułok     |         |                                         |        |
| Cerkiew św. Jana Chrzciciela                                                  | 1671-1687      | 2-ga Zakotoroslna Nabierieżnaja |         |                                         |        |
| Cerkiew św. Mikołaja                                                          |                | Staczek 58A                     |         |                                         |        |
| Cerkiew św. Andrzeja z Krety                                                  | k. XIX w.      | Staczek 58                      |         |                                         |        |
| Cerkiew Zaśnięcia Matki Bożej                                                 |                | Staczek 60A                     |         | Czynna cerkiew                          |        |
| Cerkiew Świętych Apostołów Piotra i Pawła                                     | 1736-1742      | park Pietropawłowski            |         |                                         |        |
| Cerkiew Złożenia Szat Matki Bożej                                             |                |                                 |         |                                         |        |
| Cerkiew św. Eliasza                                                           |                |                                 |         |                                         |        |
| Cerkiew Zmartwychwstania Pańskiego                                            |                |                                 |         |                                         |        |

### Część miasta za Wołgą
| Nazwa                                  | Czas powstania | Adres                   | Zdjęcie | Status         | Źródło |
| -------------------------------------- | -------------- | ----------------------- | ------- | -------------- | ------ |
| Cerkiew Trójcy Świętej                 |                | prospekt Awiatorow 3    |         |                | [ 2 ]  |
| Cerkiew Trójcy Świętej                 |                | ul. 1-a Smolenska       |         |                | [ 2 ]  |
| Cerkiew Zwiastowania                   |                | ul. 3-a Jakowlewska     |         |                | [ 2 ]  |
| Cerkiew Mądrości Bożej                 |                | Twiericka Nabierieżnaja |         |                | [ 2 ]  |
| Cerkiew Przemienienia Pańskiego        |                | Skwoznoj pierieułok 7   |         | staroobrzędowa | [ 2 ]  |
| Cerkiew Podwyższenia Krzyża Pańskiego  |                | ul. Wozdwiżenska        |         |                | [ 2 ]  |
| Cerkiew Tichwińskiej Ikony Matki Bożej |                | ul. Stolarna 186        |         |                | [ 2 ]  |

## Monastery
| Nazwa                                                 | Czas powstania | Adres                  | Zdjęcie | Źródło |
| ----------------------------------------------------- | -------------- | ---------------------- | ------- | ------ |
| Monaster Przemienienia Pańskiego                      | po 1186        | pl. Bogojawlenski 25   |         | [ 2 ]  |
| Monaster Kazańskiej Ikony Matki Bożej                 | po 1610        | ul. Pierwomajska 19A   |         | [ 2 ]  |
| Monaster Świętych Cyryla i Atanazego                  | po 1615        | pl. Czeluskincew 15,17 |         | [ 2 ]  |
| Monaster Wprowadzenia Matki Bożej w Jarosławiu-Tołdze | po 1314        |                        |         | [ 2 ]  |